# Wilmot Gordon Hilton Vickers
Wilmot Gordon Hilton Vickers, britanski general, * 1890, † 1987.